# Dihydrure de xénon
Le dihydrure de xénon est un composé chimique du xénon de formule XeH2 dont la synthèse a été décrite par l'équipe de M. Räsänen à l'Université d'Helsinki. Comme nombre de molécules exotiques de gaz nobles, XeH2 est très instable et ne peut exister que dans des conditions bien particulières, à savoir une matrice cryogénique desdits gaz nobles. Un tel composé n'a donc pas, à proprement parler, de « propriétés massives. »
La molécule aurait une forme linéaire H-Xe-H. Elle a fait l'objet de nombreuses simulations du point de vue des liaisons hydrogène qu'elle pourrait établir avec d'autres composés hydrogénés,.